# Cellosonate (Beamish)
Sally Beamish voltooide haar Sonate voor cello en piano in 2000.
Deze sonate is in 2015 nog steeds de enige die ze in dat genre schreef. Het werd geschreven op verzoek van haar toenmalige financieel ondersteuners en muziekliefhebbers Beryl Calver-Jones en Gerry Mattock. Ze gaven ook meteen aan waar in hun ogen het werk over moest gaan, een muzikaal portret van hun en de beoogde uitvoerders, cellist Robert Irvine (meneer Beamish) en Sally Beamish. De uitvoerders speelden het werk voor het eerst op 20 mei 2000 in het Strathgarry House te Killiecrankie.
De sonate bestaat uit vier delen:
- Prelude in allegro moderato
- Scherzo in allegro
- Ballad in lento
- Variations in diverse tempi.